# باب سيدي عبد السلام

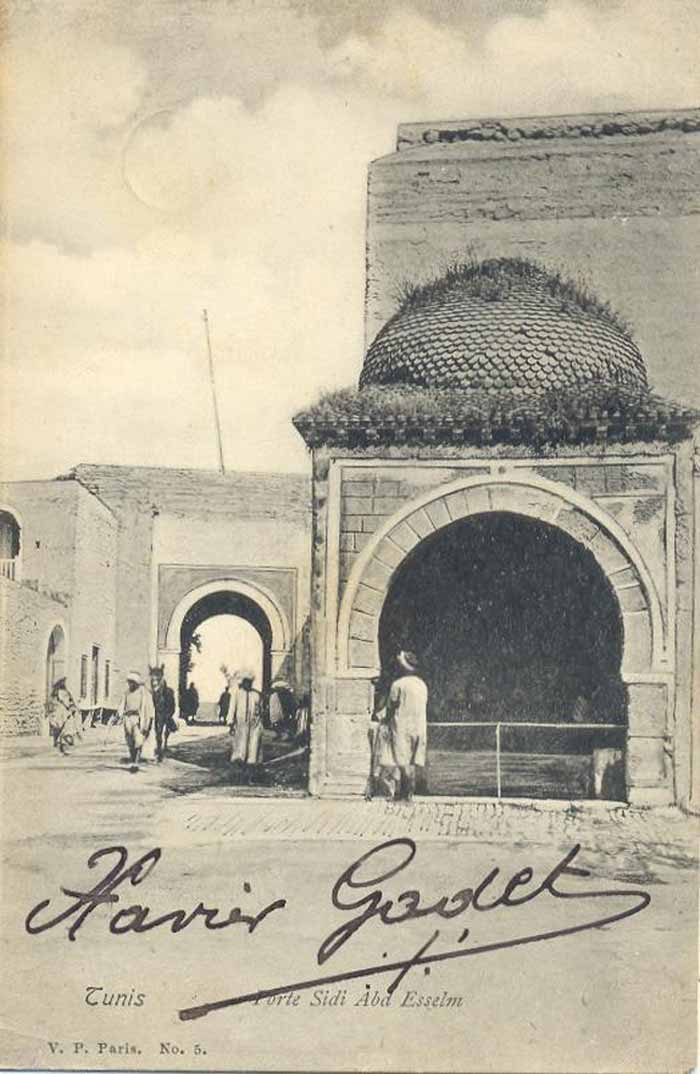
باب سيدي عبد السلام عام 1890

باب سيدي عبد السلام، هو أحد أبواب المدينة العتيقة بتونس العاصمة. بني في عهد باي تونس حمودة باشا على السور الغربي للمدينة العتيقة.
يحمل اسم الولي الصالح سيدي عبد السلام الأسمر (1475-1573).

## فسقية باب سيدي عبد السلام
كانت توجد خارج الباب المذكور تجمع بها المياه لسقاية أهل الحاضرة ويحتل مكانها اليوم السوق والمستودع البلديين ولا يزال حائط هذه الفسقية موجودا وهو الذي يفصل المستودع البلدي من المعهد العالي للفنون الجميلة.